# Thor (Schiff, 1930)
Das Küstenwachschiff Thor (in isländischer Schreibweise: Þór), auch als Mid Þór (Mittlere Thor) oder Thor II bezeichnet, war ein Schiff der Isländischen Küstenwache. Der Namensgeber Thor ist ein Gott der nordischen Mythologie.

## Geschichte
Die Thor wurde 1930 in Deutschland gekauft und ersetzte die 1929 gestrandete erste Thor. Die Thor II war 1922 als Trawler gebaut worden. 1946 wurde das Schiff verkauft.
Die Isländische Küstenwache betrieb schon vier Schiffe mit Namen Thór: Die erste Thor existierte ab 1920, es folgte das hier beschriebene Schiff. Das dritte gleichnamige Schiff war ab 1951 im Dienst und schließlich folgte die vierte Thor ab 2011.